# Amerika (пісня)
«Amerika» (нім. «Америка») — вісімнадцятий сингл гурту «Rammstein» з альбому «Reise, Reise». У тексті в іронічно-сатиричному ключі висміюється той факт, що весь світ «належить» США.

## Відеокліп
Відеокліп пародіює висадку американських астронавтів на Місяць. Також кліп саркастично висміює глобалізацію та проникнення американської культури в усі куточки земної кулі. Так, невеличке плем'я африканців їсть піцу, буддисти давляться гамбургерами та колою, бедуїн знімає кросівки перед молитовним килимом та молиться у бік газового смолоскипа нафтовидобувної платформи, індус смалить цигарки. Усі вони при цьому не забувають дивитися один з загальносвітових каналів по телевізорах, де учасники Раммштайну у костюмах астронавтів на Місяці виконують пісню. Всі вищезгадані телеглядачі зі щасливими обличчями співають «Ми всі живемо в Америці» («We're all living in America»).

## Живе виконання
Вперше пісня була представлена в жовтні 2004 року. Виконувалася на кожному концерті «Reise, Reise» туру. 30 липня 2005, під час виступу в Гетеборзі Тілль Ліндеманн отримав травму коліна після того, як Флако в'їхав у нього на своєму Segway PT.

## Список композицій
Німецьке видання:
1. «Amerika» — 3:41
2. «Amerika» (English Version) — 3:40
3. «Amerika» (Digital Hardcore — Remix by Alec Empire) — 3: 49
4. «Amerika» (Western Remix — Remix by Olson Involtini) — 3:14
5. «Amerika» (Andy Panthen Mat Diaz's Clubmix) — 4:05
6. «Amerika» (Electro Ghetto Remix — Remix by Bushido)

## Над піснею працювали
- Ріхард Круспе-Бернштайн — соло-гітара, бек-вокал
- Пауль Ландерс — ритм-гітара, бек-вокал
- Олівер Рідель — бас-гітара
- Крістоф «Дум» Шнайдер — ударні
- Крістіан «Флаке» Лоренц — клавішні
- Тілль Ліндеманн — вокал

## Чарти
| Чарт (2004)                               | Найвища позиція |
| ----------------------------------------- | --------------- |
| Australia (ARIA)                          | 81              |
| Австрія (Ö3 Austria Top 75)               | 3               |
| Бельгія (Ultratop Flanders)               | 36              |
| Бельгія (Ultratip Wallonia)               | 4               |
| Canada (Nielsen SoundScan)                | 32              |
| Данія (Tracklisten)                       | 2               |
| Фінляндія (Suomen virallinen lista)       | 10              |
| Франція (SNEP)                            | 89              |
| Німеччина (Media Control AG)              | 2               |
| Угорщина (Single Top 40)                  | 4               |
| Італія (FIMI)                             | 46              |
| Нідерланди (Dutch Top 40)                 | 22              |
| Нідерланди (Mega Single Top 100)          | 16              |
| Норвегія (VG-lista)                       | 13              |
| Шотландія (Official Charts Company)       | 38              |
| Іспанія (PROMUSICAE)                      | 9               |
| Швеція (Sverigetopplistan)                | 21              |
| Швейцарія (Media Control AG)              | 5               |
| Велика Британія (Official Charts Company) | 38              |
| 4                                         |                 |

| Чарт (2004)                       | Позиція |
| --------------------------------- | ------- |
| Austria (Ö3 Austria Top 40)       | 54      |
| Germany (Official German Charts)  | 31      |
| Switzerland (Schweizer Hitparade) | 86      |

## Сертифікації
| Регіон                                                      | Сертифікація | Продажі |
| ----------------------------------------------------------- | ------------ | ------- |
| Німеччина (BVMI)                                            | Золотий      | 150 000 |
| продажі+прослуховування, що базуються лише на сертифікаціях |              |         |